# Id bu Xini
Id bu Xini (pronunciado ['id.bu 'ʃi.ni], en árabe: إد بوشنى نساحل‎, en lenguas bereberes: ⵉⴷ ⴱⵓⵛⵏⵏⵉ, en francés: Id Bouchini) es una localidad marroquí perteneciente al municipio de Mirleft, en la región Guelmim-Río Noun. Desde 1934 hasta 1969 perteneció al territorio español de Ifni.